# Bacchisa kweichowensis
Bacchisa kweichowensis là một loài bọ cánh cứng trong họ Cerambycidae.